# Cadell Ddyrnllwg
Cadell ap Cadeyrn, detto anche Ddyrnllug (Impugnatura scintillante) (inglese e latino: Catullo; 430?), fu sovrano del Powys (Galles orientale) e regnò attorno alla metà del V secolo.
Cadell era figlio di Cadeyrn Fendigaid, ma non salì sul trono subito dopo la morte del padre, che fu ucciso nella battaglia di Rithergabail (Aylesford, Kent) nel 447, combattendo contro il fratello Vortimer, che si era ribellato a loro padre, il supremo re britannico Vortigern. In questo contesto, il Powys, come buona parte della Britannia meridionale, si venne a trovare in una situazione molto caotica e fu attaccato dai pirati irlandesi, che costrinsero Cadell ad allontanarsi dal regno paterno e a nascosendersi tra i contadini del Powys. Divenne così servitore di un capo irlandese, Benlli, nella speranza di avere un giorno l'opportunità per riappriopropriarsi di ciò che gli spettava.
Secondo la leggenda, fu salvato da San Germano di Auxerre, che stava visitando la Britannia, probabilmente per la seconda volta (ca. 450), allo scopo di estirpare l'eresia pelagiana e di convertire i pagani irlandesi. Egli pose allora l'assedio alla capitale del Powys, forse Caer Guricon (Wroxeter, nel Shropshire). Cadell gli mostrò un'ospitalità sincera anche se modesta (San Germano aveva benedetto suo padre Cadell quando aveva visitato per la prima volta l'isola nel 429). Allora Germano, avendo avuto una cattiva premonizione, gli consigliò di far uscire tutti i suoi amici dalla città. Quella stessa notte un lampo colpì il palazzo reale: divampò un incendio che, propagatosi a la città, bruciò vivi i pagani. Cadell poté così riprendersi il trono. Sebbene questo racconto possa nascondere un qualche nucleo di storicità, fu tuttavia creata dalla Chiesa per legittimarsi.
Cadell sposò Gwelfyl, una delle figlie del sovrano di re Brychan del Brycheiniog, dalla quale ebbe numerosi figli, tra cui Cyngen Glodrydd (che salirà poi sul trono), Tegid (padre di Gwynllyw) e forse di Gwynfyr Frych, Ystradwel e Ddewer. Cadell sembra essere morto abbastanza giovane, anche se non si conosce quando.